# Profesionalna chokejna liha
Profesionalna chokejna liha (PHL) (Професіональна хокейна ліга (ПХЛ)) var en ishockeyliga i Ukraina, bildad 2011, som ersatte den ukrainska Major League. Ligan omfattade första säsongen (2011/2012) åtta lag, och sju lag andra säsongen. Ligan upphörde efter endast två säsonger, och återgick till namnet Ukrainska mästerskapet i ishockey i Ukrainas ishockeyförbunds regi.